# Sanfilippodytes compertus
Sanfilippodytes compertus är en skalbaggsart som först beskrevs av Brown 1932.  Sanfilippodytes compertus ingår i släktet Sanfilippodytes och familjen dykare. Inga underarter finns listade i Catalogue of Life.